# Потапов, Эдуард Дмитриевич
Эдуард Дмитриевич Потапов (1925—1987) — советский военный. Участник Великой Отечественной войны. Герой Советского Союза (1945). Гвардии капитан.

## Биография
Эдуард Дмитриевич Потапов родился 31 января 1925 года в уездном городе Козлове Тамбовской губернии РСФСР СССР (ныне город Мичуринск, районный центр Тамбовской области Российской Федерации) в семье рабочего. Русский. Окончил 10 классов мичуринской транспортной школы № 50. До призыва на военную службу работал физруком в школе.
В ряды Рабоче-крестьянской Красной Армии Э. Д. Потапов был призван Мичуринским городским военкоматом в июле 1943 года. 10 августа 1943 года красноармеец Потапов с пополнением прибыл на Северо-Западный фронт и был направлен в 580-й стрелковый полк 188-й стрелковой дивизии 34-й армии, который вёл тяжёлые бои под Старой Руссой. Но на передовую Эдуард Дмитриевич не попал. 24 августа 1943 года понёсшая большие потери 188-я стрелковая дивизия была выведена в резерв. После доукомплектования она была переброшена на Степной фронт и 9 сентября 1943 года вошла в состав 37-й армии. Боевое крещение красноармеец Э. Д. Потапов принял в ходе Полтавско-Кременчугской операции Битвы за Днепр. В ночь на 4 октября 1943 года Эдуард Дмитриевич в составе своего 2-го стрелкового батальона форсировал Днепр у села Переволочная Днепропетровской области Украинской ССР. Участвовал в отражении многочисленных контратак противника на захваченном батальоном плацдарме. Отличился в боях 5 и 6 октября 1943 года за высоты 106,7 и 122,2 у села Мишурин Рог. Во время боя красноармеец Потапов под огнём противника сумел вынести с нейтральной полосы 1 станковый и 2 ручных пулемёта, чем способствовал отражению вражеских атак. В бою за Мишурин Рог Эдуард Дмитриевич был тяжело ранен и эвакуирован в госпиталь.
После выздоровления Э. Д. Потапов окончил курсы младших лейтенантов и весной 1944 года получил назначение 50-й гвардейский стрелковый полк 15-й гвардейской стрелковой дивизии 37-й армии 3-го Украинского фронта, где принял под командование взвод пулемётной роты. Гвардии младший лейтенант Потапов участвовал в Одесской операции, в ходе которой подразделения армии освободили значительную часть Одесской области и Приднестровье, форсировали Днестр и захватили плацдармы на его правом берегу. 50-й гвардейский стрелковый полк форсировал Днестр севернее города Бендеры у села Варница. В боях за плацдарм в период с 19 апреля по 30 мая 1944 года взвод гвардии младшего лейтенанта Э. Д. Потапова отразил несколько контратак противника, уничтожив до 40 вражеских солдат и офицеров. 28 апреля 1944 года, когда в ходе ожесточённого боя из строя выбыли первые номера расчётов, Эдуард Дмитриевич сам лёг за пулемёт и лично уничтожил 16 солдат неприятеля.
В июне 1944 года 15-я гвардейская стрелковая дивизия была передана в состав 5-й гвардейской армии, которая 13 июля 1944 года вошла в состав 1-го Украинского фронта. В июле 1944 года гвардии младший лейтенант Э. Д. Потапов участвовал в Львовско-Сандомирской операции. В середине месяца он был ранен, но быстро вернулся в строй. Осенью 1944 года Эдуард Дмитриевич участвовал в боях на Сандомирском плацдарме. За умелое руководство взводом в декабре 1944 года ему было досрочно присвоено звание гвардии лейтенанта. Особо отличился в Сандомирско-Силезской фронтовой операции, осуществлённой войсками 1-го Украинского фронта в рамках Висло-Одерской стратегической операции.
Начав наступление с Сандомирского плацдарма 12 января 1945 года, подразделения 5-й гвардейской армии уже на следующий день прорвали глубоко эшелонированную и сильно укреплённую оборону противника и устремились в прорыв. Форсировав реки Пилица и Варта, части армии освободили южные районы Польши и вышли к реке Одер южнее Бреслау. В ходе наступления командир взвода станковых пулемётов гвардии лейтенант Э. Д. Потапов был временно переведён на должность командира взвода разведки батальона, заменив выбывшего из строя товарища. Перед разведчиками была поставлена задача: разведать подступы к Одеру, определить толщину льда на реке и наметить место переправы. 23 января 1945 года с семью разведчиками своего взвода гвардии лейтенант Потапов вышел к реке в районе населённого пункта Фаундорф. Не обнаружив противника на восточном берегу, Эдуард Дмитриевич принял решение форсировать Одер по льду. На западном берегу разведчики обнаружили пустые траншеи. В близлежащем населённом пункте бойцы Потапова захватили в плен немецкого капитана, переодетого в гражданскую одежду. Вскоре к селу подошёл отряд немецких солдат численностью 14 человек, который гвардейцам удалось разоружить. Из допроса пленных удалось выяснить, что отряд являлся авангардом немецкого батальона, которому было приказано занять позиции на западном берегу Одера. Устроив засаду, гвардии лейтенант Э. Д. Потапов со своими разведчиками вступил в бой с превосходящими силами противника, в ходе которого немцы потеряли до 30 человек убитыми. Подоспевшие подкрепления позволили окружить и уничтожить немцев. Приняв под командование сводный отряд из взвода разведки, пулемётного взвода и взвода противотанковых ружей, Э. Д. Потапов выдвинулся к шоссе, где со своими бойцами занял круговую оборону. С утра немцы пошли в контратаку. Отряд Потапова в течение пяти часов вёл бой с превосходящими силами противника, благодаря чему основные силы полка форсировали Одер без потерь. 26 января 1945 года за проявленный в боях героизм командир 50-го гвардейского стрелкового полка гвардии полковник Б. И. Бирин представил Эдуарда Дмитриевича к званию Героя Советского Союза, а за умелое руководство подразделением ему было присвоено внеочередное воинское звание гвардии старшего лейтенанта. Звание Героя Советского Союза было присвоено Э. Д. Потапову указом Президиума Верховного Совета СССР от 27 июня 1945 года.
Заслуженную награду Э. Д. Потапов получил лишь в 1946 году. В конце февраля 1945 года во время выполнения задания по взятию контрольного пленного он был тяжело ранен. После операции в подвижном хирургическом госпитале он был эвакуирован в Днепропетровск. Десять месяцев Эдуард Дмитриевич провёл на больничной койке. После излечения в январе 1946 года он был направлен для прохождения дальнейшей службы в запасной полк, расквартированный в Харькове, откуда в скором времени был уволен в запас по состоянию здоровья в звании капитана. Эдуард Дмитриевич вернулся в Мичуринск. В 1958 году он окончил тамбовский институт физической культуры и спорта, после чего работал преподавателем физкультуры в Мичуринском технологическом техникуме.
Умер Эдуард Дмитриевич 28 мая 1987 года. Похоронен в Мичуринске.

## Награды
- Медаль «Золотая Звезда» (27.06.1945);
- орден Ленина (27.06.1945);
- орден Отечественной войны 1-й степени (11.03.1985);
- орден Красной Звезды (07.07.1944);
- медали, в том числе:
  - медаль «За отвагу» (08.10.1943).

## Память
- Имя Героя Советского Союза Э. Д. Потапова носит МБОУ Средняя общеобразовательная школа № 18 города Мичуринска.

## Документы
- Общедоступный электронный банк документов «Подвиг Народа в Великой Отечественной войне 1941—1945 гг.» Дата обращения: 26 февраля 2013. Архивировано из оригинала 13 марта 2012 года.

Представление к званию Героя Советского Союза. Дата обращения: 26 февраля 2013. Архивировано 23 марта 2013 года.
Указ Президиума Верховного Совета СССР о присвоении звания Героя Советского Союза. Дата обращения: 26 февраля 2013. Архивировано 23 марта 2013 года.
Орден Отечественной войны 1-й степени (информация из карточки награждённого к 40-летию Победы). Дата обращения: 26 февраля 2013. Архивировано 23 марта 2013 года.
Орден Красной Звезды (наградной лист и приказ о награждении). Дата обращения: 26 февраля 2013. Архивировано 23 марта 2013 года.
Медаль «За отвагу» (приказ о награждении). Дата обращения: 26 февраля 2013. Архивировано 23 марта 2013 года.